# Понтинські болота
41°28′00″ пн. ш. 12°54′00″ сх. д. / 41.466666666667° пн. ш. 12.9° сх. д.
Понтинські болота (лат. Paludes Pomptinae), нині Понтинські поля (італ. Agro Pontino) — раніше болотиста місцевість в Лаціо, на південний схід від Рима, на рівнині Веллетрі до Террачини на Тірренському морі на півдні, де обмежена дюнами, на сході обмежена горами.
Понтинські болота, на початок XX століття, лежали за 40 км на південний схід від Рима, і це була низовинна рівнина за 30—40 км завдовжки і 8 км завширшки. Площа болотистої місцевості становить близько 775 км².

## Історія
До початку заболочування були родючою рівниною, яку римляни називали Помптінським полем (Ager Pomptinus).
Болота утворилися близько 2000 років тому через вирубування лісів на південь від Рима для будівництва кораблів та опалення. Насамперед на цій родючій землі жили вольски — народ умбро-сабельського походження. Так, Тіт Лівій пише про 33 міста цього народу, серед них їхня столиця Суесса-Помеція (лат. Suessa Pometia), відома багатством, в іншому джерелі зазначено, що Суесса-Помеція (на початок XX століття — Сецце) була на краю Понтинського болота. За південного вітру Понтинські болота поширювали заразну атмосферу рівнинними частинами області, внаслідок чого жителі селилися на вищих місцях.
Апієва дорога перетинає болота вже з Античності. Проте проблему осушення вирішити не вдавалося, на болотах почала поширюватися малярія.
Осушити болота намагалися римські імператори, серед них Цезар, Август, Траян, Теодоріх, а також папи Боніфацій VIII (1300), Мартин V (1417), Сікст V (1585) і Пій VI (1778). Усі спроби зазнали невдачі. В іншому джерелі зазначено що в 1778—1788 роках папа Пій VI наказав відновити дорогу і канал, і досяг того, що місцевість частково знову було осушено. Також осушувальні роботи було розпочато 1899 року.
На 1916 рік близько чверті займаної площі Понтинських боліт осушено і перетворено на пасовища.
1930 року Беніто Муссоліні розпочав проєкт із осушення місцевості, для якого знадобилося 10 років; болота стали одним із символів фашистської модернізації. Майже безлюдна територія була заселена бідняками, було збудовано нові міста Сабаудія і Понтінія. 1934 року, з метою зберегти залишки Понтинських боліт, за наказом Муссоліні організовано національний парк Чирчео.
Нині територію боліт перетинає канал, і на ній вирощують фрукти та пшеницю.

## Пам'ять
Деякі художники створили картини, наприклад Лев Лагоріо написав «Понтинські болота», Луї Робер — «Жнива в Понтинських болотах».